# 그레이엄 채프먼
그레이엄 채프먼(Graham Chapman, 1941년 1월 8일 ~ 1989년 10월 4일)은 잉글랜드의 희극인, 배우이다.

## 출연 작품
- 몬티 파이튼과 나: 가짜 자서전  (2012)
- 몬티 파이튼 - 삶의 의미 (1983)
- 붉은 해적단 (1983)
- 라이프 오브 브라이언 (1979)
- 몬티 파이튼의 성배 (1975)
- 엔드 나우 포 썸씽 (1972)
- 더 스태츄 (1971)
- 몬티 파이튼 - 완전히 다른 것을 위하여 (1971)
- 몬티 파이튼 비행 서커스 (1969)